# 오클랜드 대학교

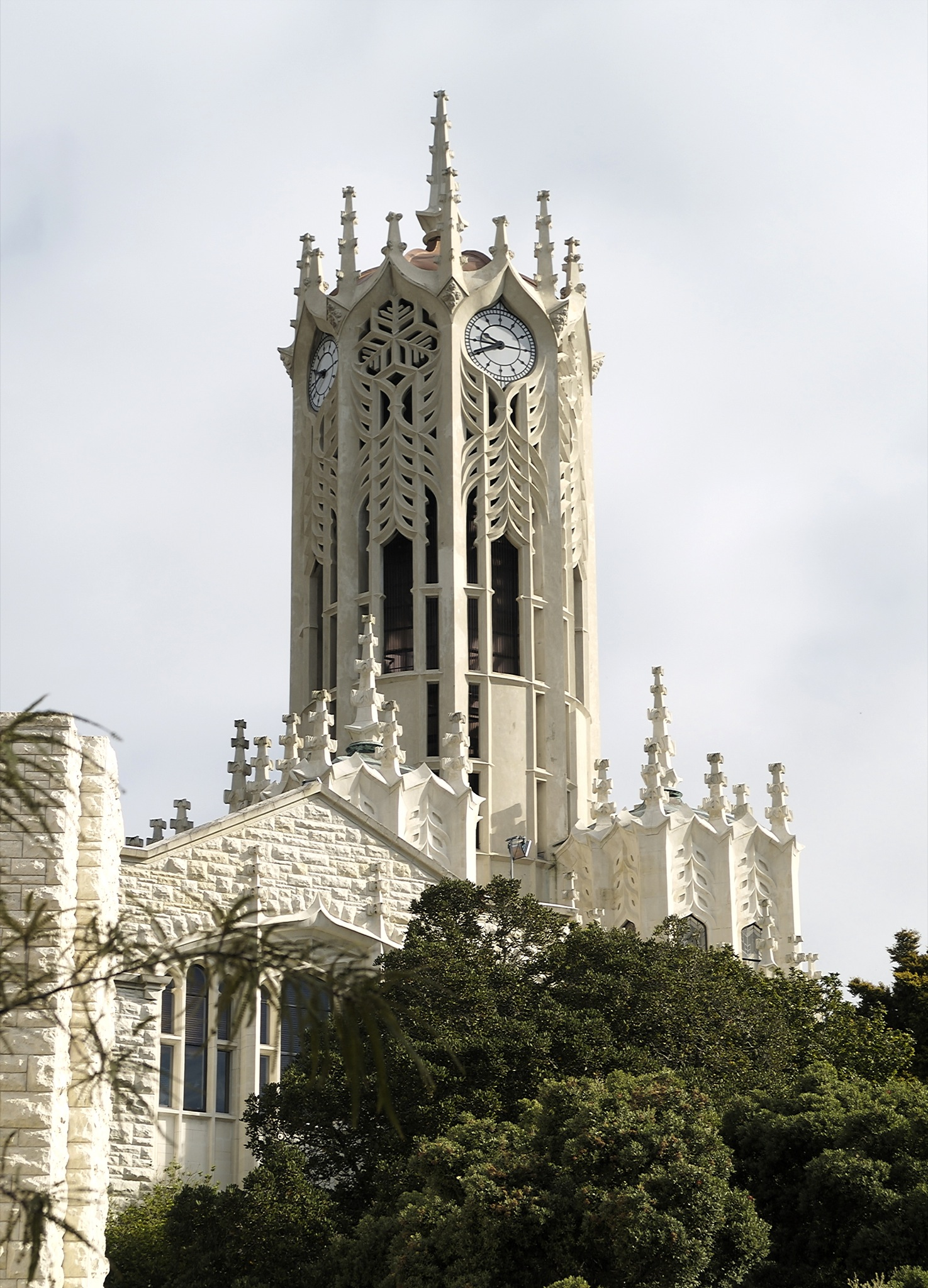
시계탑 건물 (구 예술 건물) 도시 캠퍼스. 이 빌딩은 'Category I' 역사적인 건물로 보호받고 있다.

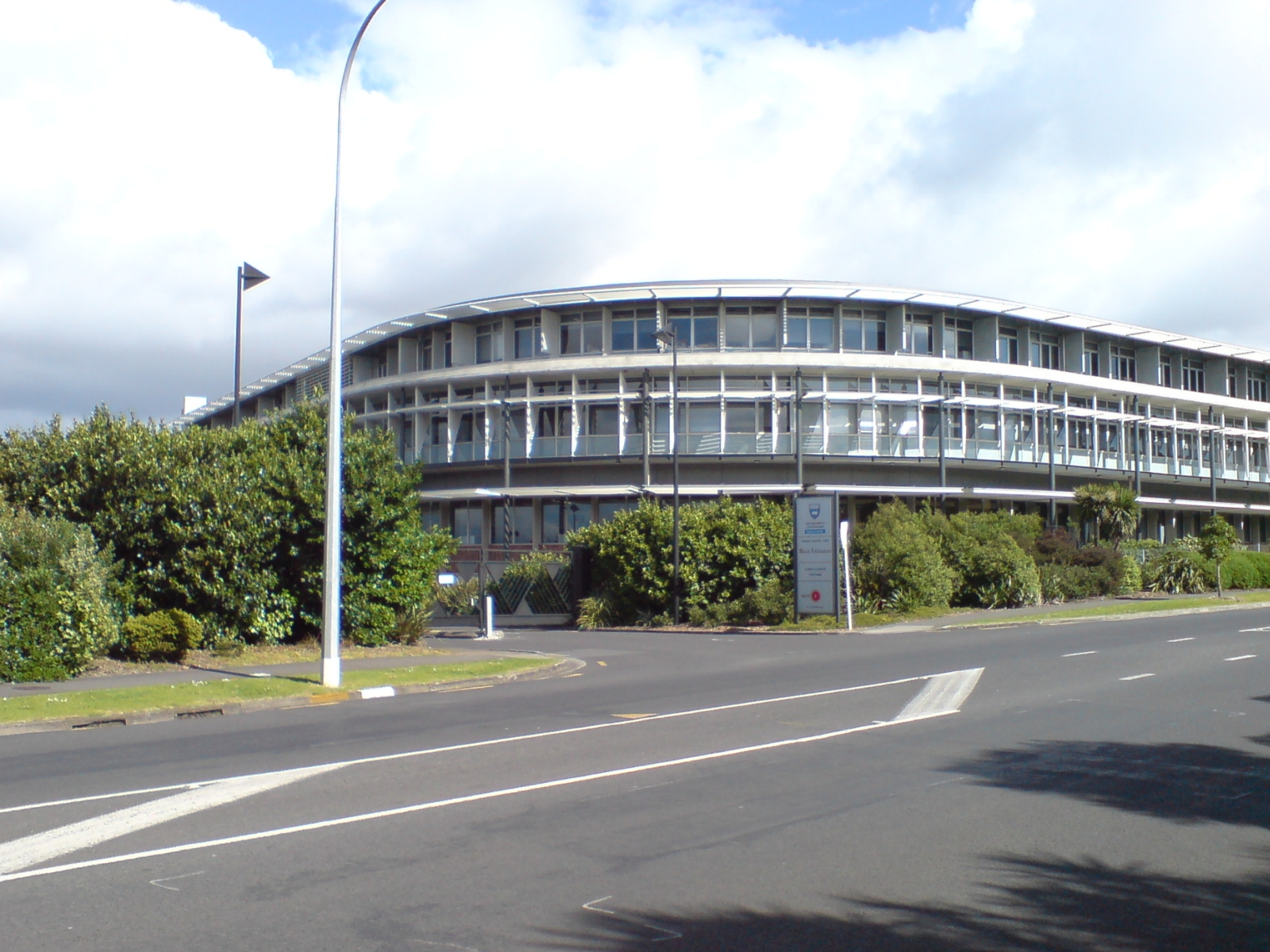
타마키 캠퍼스의 일부

오클랜드 대학교(영어: University of Auckland, 마오리어: Te Whare Wānanga o Tāmaki Makaurau)는 뉴질랜드의 대학교이다. 뉴질랜드 최대의 대학교이며, THES - QS 세계 대학교 순위 등에서 뉴질랜드 최고의 대학으로 평가받는다. 1883년에 뉴질랜드 대학교의 구성대학교로 설립되어 2010년 4월 6개의 캠퍼스에 8개의 대학이 39,000명이상의 학생을 지니고 있다. 1300명이상의 박사후보가 오클랜드 대학교 2007년 등록하였다.

## 랭킹

### 타임즈 세계 랭킹
오클랜드 대학교는 뉴질랜드내에서 2007년도에 유일하게 탑 50위에 든 대학이다. 2009년 랭킹은 61위로 기록되어있다.